# Crossidium laevipilum
Crossidium laevipilum är en bladmossart som beskrevs av Thériot och Trabut 1931. Crossidium laevipilum ingår i släktet Crossidium och familjen Pottiaceae. Inga underarter finns listade i Catalogue of Life.